# Toshikatsu Matsuoka
Pour les articles homonymes, voir Matsuoka.
Toshikatsu Matsuoka (松岡 利勝, Matsuoka Toshikatsu), né le 25 février 1945 et mort le 28 mai 2007, est un homme politique japonais qui fut notamment Ministre de l'Agriculture, des Forêts et de la Pêche, du 26 septembre 2006 à sa mort, sous le gouvernement de Shinzō Abe. Il était également député du parti libéral démocrate depuis 1990.

## Sa mort
Impliqué dans un scandale financier (il avait par exemple déclaré de lourds frais de fonctionnement sur des bureaux loués gracieusement), il se donne la mort par pendaison le 28 mai 2007, quelques heures avant son audition par une commission parlementaire. Il est retrouvé inconscient par un assistant dans une résidence réservée aux parlementaires à Tōkyō et transporté à l'hôpital où son décès est prononcé quelques heures plus tard.